# Trianosperma boykinii
Trianosperma boykinii là một loài thực vật có hoa trong họ Cucurbitaceae. Loài này được (Torr. & A. Gray) M. Roem. miêu tả khoa học đầu tiên.